# Tajima Industries
Tajima Industries Ltd. (jap. タジマ工業株式会社 Tajima Kōgyō Kabushiki-gaisha) ist ein Hersteller von automatischen Mehrkopf-Stickmaschinen mit Hauptsitz in Nagoya, Japan.

## Geschichte
Das Unternehmen begann 1944 mit der Produktion von Nähmaschinen und spezialisierte sich später auf automatische Stickmaschinen. 1964 brachte das Unternehmen zum ersten Mal automatische Mehrkopf-Stickmaschinen auf den Markt. Das Unternehmen produzierte 1964 die erste automatische Mehrkopf-Stickmaschine mit einer Nadel.
1972 wurde die Gesellschaft in eine Aktiengesellschaft umgewandelt. Die erste automatische Sechsnadel Mehrkopf-Stickmaschine produzierte das Unternehmen 1973. 1984 kommt mit neun Nadeln die Standard-Stickmaschine auf den Markt. 1986 ist es zum ersten Mal möglich, Pailletten mit einer Stickmaschine aufzubringen und die Pailletten mit Stickereien zu kombinieren. Drei Jahre später können auch Mützen und andere zylindrische Textilien durch eine neuartige zylindrische Greiferform bestickt werden. 1992 folgt die automatische Einkopf Stickmaschine und die automatische 6-Nadel-Kettenstich-Stickmaschine kommt 1995 auf den Markt. Die 30-Kopf-Stickmaschine TMFD-G930 mit einer hohen Kapazität für industrielle Fertigungen folgt 1997. Die erste Maschine mit einer Doppelpailletteneinrichtung TFGN wird 2007 vorgestellt.

## Gegenwart
Das Familienunternehmen verkauft Stickmaschinen in über 100 Länder. Tajima meldet über 30 Patente jährlich an und hält zurzeit 50 Patente in Japan und weltweit. Das Unternehmen produziert 3000 verschiedene Arten von Maschinen. Der Anbieter kann Maschinen seiner Produktpalette exakt nach Kundenvorgabe anpassen. Heute produziert Tajima an mehreren Standorten in Japan und in Singapur. Zu den wichtigsten Produkten gehören:
- TFMX: Standardstickmaschine mit bis zu acht Köpfen und verschiedenen Stickfeldern.
- TFGN: Großstickmaschine mit bis zu 56 Köpfen.
- TCMX: Kombinierbare Ketten/Kordel/Bohr/Stickmaschine mit bis zu 20 Köpfen.
- TFKN: Flachbett-Stickmaschine mit bis zu 20 Köpfen.
- TEJT: Einkopf-Stickmaschine.

In Deutschland vertreibt die Firma Mountek GmbH die Maschinen von Tajima exklusiv.